# Cynthia Lenige
Cynthia Lenige, ook Kynke Lenige, (Makkum, 6 november 1755 - aldaar, 3 oktober 1780) was een Friese dichteres.

## Leven en werk
Lenige werd in 1755 in Makkum geboren als dochter van de dichter en koopman Dirk Lenige en Akke Rymersma. Door haar vader gestimuleerd begon ze al op zeer jonge leeftijd met het schrijven van gedichten. Haar eerste dichtwerken waren met name gelegenheidsgedichten voor verjaardagen, geboortes en huwelijken. Later schreef ze ook een aantal satirische gedichten. Lenige was lid van het Makkumse dichtgenootschap ‘Konst voedt ’s menschen geluk’. Ook onderhield ze contacten met dichters in andere delen van Nederland, waaronder waarschijnlijk met de dichter  Willem Bilderdijk. Lenige overleed op vrij jonge leeftijd aan dysenterie. Haar werk werd in 1782 postuum uitgegeven onder de titel Mengeldichten. De meeste van haar gedichten waren in het Nederlands geschreven. Er zijn twee Friestalige gedichten van haar bewaard gebleven. Haar werk werd ook lang na haar overlijden nog besproken. Zo wijdt, aldus Van der Kloet, de serie Keur van Nederlandsche Letteren in 1828 een heel nummer aan haar werk.
In Makkum is de Cynthia Lenigestraat naar haar genoemd. Bij de Doniakerk van Makkum bevindt zich aan de zuidzijde van de kerk een grafzuiltje, dat ter herinnering aan haar is opgericht.